# Немирович-Данченко, Василий Михайлович
Васи́лий Миха́йлович Немиро́вич-Да́нченко (род. 20 июля 1940, Москва) — российский композитор, актер театра и кино, театральный деятель. Заслуженный артист РСФСР (1990), Заслуженный деятель искусств РФ (2006)

## Биография
Василий Немирович-Данченко родился в Москве в театральной семье: его дед по отцовской линии — выдающийся театральный режиссёр Владимир Иванович Немирович-Данченко; отец, Михаил Владимирович, окончил Московскую консерваторию по классу скрипки, но в дальнейшем также был связан с театром; во время американских гастролей МХАТа успел сняться в Голливуде в нескольких фильмах. Мать — Зоя Александровна Смирнова-Немирович была оперной певицей, пела в Камерном театре, в Театре оперетты, позже стала одной из ведущих певиц Музыкального театра им. К. С. Станиславского и Вл. И. Немировича-Данченко; в 1943 году снялась в главной роли в фильме-оперетте «Сильва».
В 1964 году окончил Московскую консерваторию по классу фортепиано; учился у Александра Гольденвейзера, а после его смерти (в 1961 году) — у Льва Оборина.
В 1966 году был приглашён во МХАТ в качестве концертмейстера; заведующий музыкальной частью театра П. М. Славинский предложил молодому музыканту попробовать себя в качестве дирижёра. В конце концов он стал главным дирижёром театра.
Одновременно Немирович-Данченко писал музыку ко многим спектаклям МХАТа, в том числе к знаменитому «Иванову» Олега Ефремова; ему же принадлежит музыкальное оформление ефремовской «Чайки» (1980).
После раздела МХАТа в 1987 году остался с Олегом Ефремовым в театре, получившем название МХТ им. А. П. Чехова, где уже на протяжении многих лет является заведующим музыкальной частью.
В 1993 году впервые вышел на сцену, сыграв главную роль в спектакле-концерте «Семь жизней Немировича-Данченко», посвящённом его деду. В настоящее время на Малой сцене МХТ им. Чехова играет Па (отца Катуриана) в спектакле «Человек-подушка», поставленном Кириллом Серебренниковым.

## Творчество

### Роли в театре
- 1993 — «Семь жизней Владимира Ивановича Немировича-Данченко» А. Немировича-Данченко. Режиссёр Р. Сирота — Немирович-Данченко
- 2007 — «Человек-подушка» М. Макдонаха. Режиссёр К. Серебренников — Па (отец Катуриана)

### Фильмография
- 1984 — «Про Буку»
- 1985 — «Пудель»
- 1999 — Переводы с восточного — главная роль

## Звания и награды
- Заслуженный артист РСФСР (1990)
- Заслуженный деятель искусств Российской Федерации (2006)
- Орден Дружбы (1998)[5].